# Зельоне (Замойський повіт)
Зельоне (пол. Zielone) — село в Польщі, у гміні Краснобруд Замойського повіту Люблінського воєводства.
Населення — 427 осіб (2011).
У 1975-1998 роках село належало до Замойського воєводства.

## Демографія
Демографічна структура станом на 31 березня 2011 року:
|          | Загалом | Допрацездатний вік | Працездатний вік | Постпрацездатний вік |
| -------- | ------- | ------------------ | ---------------- | -------------------- |
| Чоловіки | 219     | 53                 | 141              | 25                   |
| Жінки    | 208     | 53                 | 99               | 56                   |
| Разом    | 427     | 106                | 240              | 81                   |